# Bruno Calegari
Pour les articles homonymes, voir Calegari.
Bruno Calegari est un footballeur français né le 13 mai 1975 à Brignoles. Il était défenseur. 
Il est aujourd'hui entraîneur-joueur à Barjols.

## Carrière
- 1991-1999 : OGC Nice
- 1999-2001 : SC Draguignan
- 2001-2004 : ES Fréjus[1]

## Palmarès
- Vainqueur de la Coupe de France en 1997 avec l'OGC Nice
- Finaliste du Tournoi de Toulon en 1996
- International espoirs et des moins de 18 ans